# XQuery
XQuery (ang. XML query language) – język zapytań (jednakże posiadający pewne cechy języka programowania) służący do przeszukiwania dokumentów XML. Język XPath od wersji 2.0 uznawany jest za pewien podzbiór XQuery. Typ MIME języka XQuery to application/xquery.

## Historia
Początki języka XQuery sięgają grudnia 1998 roku, a konkretnie zorganizowanych przez konsorcjum W3C warsztatów QL'98 poświęconych językom przeszukiwania dokumentów XML. Rezultatem dużego zainteresowania wokół tematu XML-a było utworzenie grupy XML Query. Pierwszy dokument wymagań został opublikowany w styczniu 2000 roku, zaś pierwszy szkic języka XQuery pojawił się w lutym 2001 r. W sierpniu 2004 roku grupa podjęła równoległe prace nad rozwojem XPath 2.0 (wspólnie z grupą W3C XSL). W styczniu 2007 roku XQuery 1.0 (oraz XPath 2.0) dostało oficjalną rekomendację W3C.

## Konstrukcja języka
XQuery czerpał inspiracje z wielu języków, takich jak m.in. Quilt, XPath w wersji 1.0, XQL, SQL (wyrażenia FLWOR), czy Lorel. Jest to statycznie typowany język deklaratywny oparty na wyrażeniach ścieżkowych. 
Korzeń dokumentu oznaczany jest przez document node.

### FLWOR
Wyrażenia FLWOR (czyt. jak flower - [ˈflaʊə]) wzorowane są na zapytaniach SQL SELECT-FROM-WHERE. Składają się z 5 klauzul: for, let, where, order by, return.
Przykładowe wyrażenie FLWOR:
```
   
for
 
$
d
 
in
 
doc
(
"działy.xml"
)//
nrdzia
łu

   
let
 
$
p
 
:=
 
doc
(
"pracownicy.xml"
)//
pracownik
[
nrdzia
łu
 
=
 
$
d
]

   
where
 
count
(
$
p
)
 
>=
 
10

   
order by
 
avg
(
$
p
/
pensja
)
 
descending

   
return

     
<ZbiorczoDzia
ł
>

        
{
 
$
d
,

           
<zatrudnionych>
{
count
(
$
p
)}
</zatrudnionych>
,

           
<
ś
redniapensja>
{
avg
(
$
p
/
salary
)}
</
ś
redniapensja>

        
}

     
</ZbiorczoDzia
ł
>

```